# XIAP
XIAP با نامِ کاملِ پروتئین بازدارندهٔ آپوپتوز وابسته به کروموزوم X (به انگلیسی: X-linked inhibitor of apoptosis protein) که با عنوانِ «پروتئین ۳ بازدارندهٔ آپوپتوز» (IAP3) و همچنین «پروتئین ۴ باکولوویرال حاوی IAP تکرارشونده» (BIRC4) هم شناخته می‌شود، پروتئینی است که آپوپتوز سلولی را متوقف می‌کند.
در انسان، این پروتئین توسط ژن «XIAP» کُد می‌شود که بر روی کروموزوم ایکس قرار دارد.
این پروتئین که یکی از اعضای خانوادهٔ بازدارنده‌های آپوپتوز است، نخستین بار در ویروس‌های «باکولوویریده» کشف شد و بعدها مشخص گشت که همولوگ‌های آن در پستانداران نیز یافت می‌شود.
پروتئین XIAP بازدارندهٔ کاسپاز ۳، کاسپاز ۷ و کاسپاز ۹ است و در حال حاضر، قوی‌ترین پروتئین شناخته‌شده در انسان محسوب می‌شود.
هرگونه کاهش یا نقصان عملکردی این پروتئین، ممکن است منجر به سرطان، بیماری‌های نورودژنراتیو و بیماری‌های خودایمنی شود. جهش در ژن XIAP می‌تواند منجر به یک نوع نادر از بیماری التهابی روده و همچنین اختلال لنفوپرولیفراتیو وابسته به کروموزوم X شود.